# India Post
 (avril 2018).

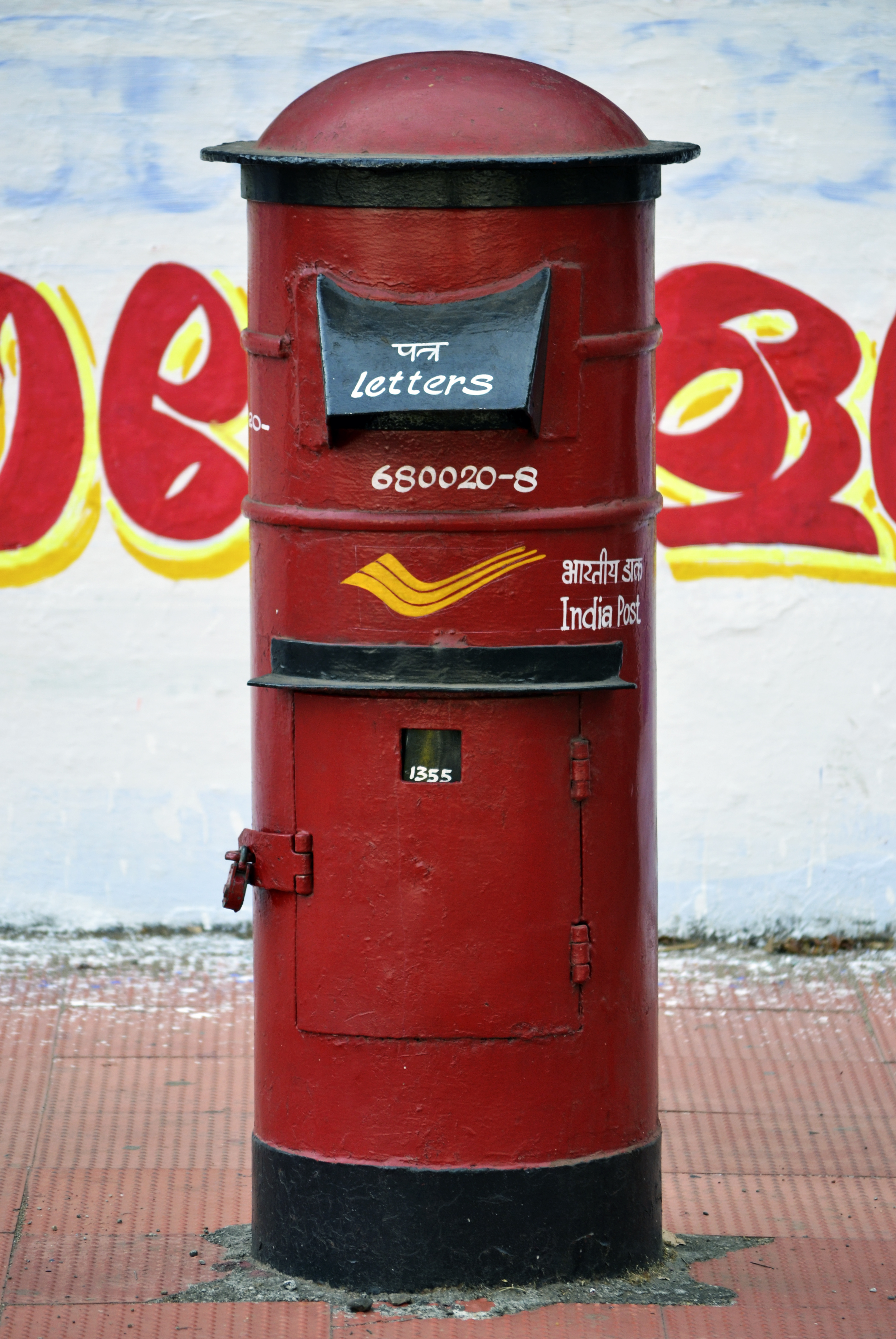
Une boîte postale de India Post

Le Department of Posts (DoP) (Service des postes), dont le nom commercial est India Post (Poste indienne), est un système postal gouvernemental en Inde, généralement simplement appelé « la poste » (the post office). La distribution postale proprement dite n'est qu'une partie du DoP, lequel est lui-même un sous-ministère du  Ministère des Communications du gouvernement de l'Inde.
Ses activités comprennent la distribution du courrier, la gestion de dépôts dans le cadre de la petite épargne, des assurances-vie (Postal Life Insurance ou PLI et Rural Postal Life Insurance ou RPLI) et des services de gestion comme la vente de formulaires. Il agit également pour le compte du gouvernement de l'Inde en le soulageant de certaines tâches telles la gestion des salaires et des pensions. Avec 154 910 bureaux de poste en 2016-2017, c'est le plus vaste réseau postal du monde.
Le pays est divisé en vingt-trois régions postales, les cercles. Chaque cercle est dirigé par un Chief Postmaster General (« Maître des Postes général ») ; les cercles sont divisés en régions, chacune dirigée par un Postmaster General (« Maître de Poste ») et elles-mêmes subdivisées ; un cercle supplémentaire est réservé au service postal des Forces armées indiennes.

## Historique
| - Service postal en Inde sur une image du Chocolat Suchard au début du XXe siècle. - « Timbre-cachet » à la cire de l'ancien système postal Scinde Dawk (en) vers 1850. - Le bureau de poste général de Calcutta |

### Les postes et le Raj britannique (1858–1947)
Le Raj britannique fut institué en 1858, lorsque le contrôle exercé par la Compagnie britannique des Indes orientales fut transféré à la Couronne. En 1861, il y avait déjà 889 bureaux de poste distribuant chaque année 43 millions de lettres et plus de 4,5 millions de journaux. Le premier surintendant des postes fut nommé en 1870 et installé à  Allahabad ; en 1876, l'Inde britannique devint le premier membre non fondateur de l'Union générale des postes.
Durant cette période, plusieurs décrets furent promulgués pour étendre et réguler le service de la poste (et du télégraphe) :
- le Government Savings Bank Act de 1873 (5 of 1873), permettant aux postes d'offrir des services bancaires ;
- l'Indian Telegraph Act de 1885 installant les services télégraphiques ;
- l'Indian Post Office Act de 1898 réglementant les services postaux ;
- l'Indian Wireless Telegraphy Act de 1933 réglementant les communications par radio.

Le premier vol aéropostal officiel eut lieu en Inde le 18 février 1911 (un voyage de 18 km ayant duré 27 minutes). Le pilote, Henri Péquet, transportait environ 15 kg de courrier (soit 6 000 lettres et cartes postales) entre Allahabad et Naini (en) ; parmi le courrier figurait une lettre adressée au roi George V.

### Depuis l'indépendance
Depuis l'indépendance de l'Inde en 1947, la poste continue à fonctionner sur une base nationale avec la même structure pyramidale. En avril 1959, elle adopta la devise Service before Self (« le service (des autres) avant soi-même ») ; son nouveau logo date de septembre 2008.
En 1983 ouvre un bureau à Hikkim, considéré comme le plus haut du monde (4 400 m d'altitude).

## Histoire des timbres-poste

### Premiers timbres adhésifs en Asie
| - Les premiers timbres valables dans toute l'Inde. - Timbres « temporaires » d'une valeur de six anna, 1866 |

Les premiers timbres postaux adhésifs en Asie furent émis dans le Sind (alors province de l'Inde britannique), en juillet 1852, par Henry Bartle Frere, haut-commissaire de la région. Bartle Frere était un admirateur de Rowland Hill, le réformateur de la poste britannique qui avait introduit le « penny postal ». Les timbres du Sind devinrent connus sous le nom de  Scinde Dawk (Dawk étant l'écriture anglaise du mot hindoustani Dak, signifiant « poste »). Ces timbres, d'un valeur d'un demi-anna, furent utilisés jusqu'en 1866. Les premiers timbres valables dans toute l'Inde furent émis le 1er octobre 1854.

### Timbres venant de la Compagnie des Indes
| - Mandat postal, 1955 (recto) - Mandat postal, 1955 (verso) |

Le volume de courrier traité par le système postal augmenta significativement à la fin du xixe siècle, doublant entre 1854 et 1866, et doublant encore dans les cinq années suivantes. Les réformes introduites en mai 1866 corrigèrent certains abus, en particulier les privilèges octroyés aux officiels de la compagnie des Indes orientales, et permirent de baisser les tarifs postaux ; une de ces réformes consista à introduire des timbres officiels.
En 1854, l'Espagne avait imprimé des timbres spéciaux pour les communications officielles, mais c'est l'Inde qui, en 1866, fut le premier pays à inventer la surcharge, imprimant  Service sur les timbres ordinaires et Service Postage sur les timbres à usage monétaire. Cette innovation fut par la suite largement adoptée par d'autres pays.

### Timbres après l'indépendance

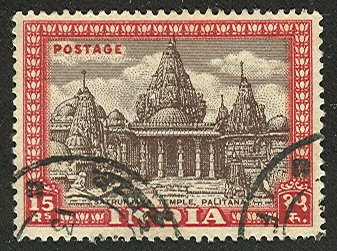
Timbre brun et rose représentant un temple

## Recettes
La table suivant montre les recettes engendrées par le département des Postes.
| Année   | Dépenses nettes (en crores) | Revenu (en crores) | Surplus/Déficit (en crores) |
| ------- | --------------------------- | ------------------ | --------------------------- |
| 2010-11 | 13,075.0                    | 6,962.3            |                             |
| 2011-12 | 12,075.3                    | 7,899.4            |                             |
| 2012-13 | 14,676.4                    |                    |                             |
| 2013-14 | 16203.52                    | 10730.42           | (5473.10)                   |
| 2014-15 | 17894.58                    | 11635.98           | (6258.60)                   |
| 2015-16 | 18946.97                    | 12939.79           | (6007.18)                   |

## Index postal
L'Index postal (PIN, ou code PIN) est un code à six chiffres de numérotation des bureaux de postes, introduit en Inde le 15 août 1972. Il y a neuf régions PIN ; les huit premières correspondent à des régions géographiques, et la neuvième est réservée au service postal des armées.
L'organisation complète est la suivante :
- le premier chiffre indique la région ;
- les deux premiers chiffres correspondent à l'un des 24 « cercles » ;
- le troisième chiffre précise le district de tri ;
- les trois derniers chiffres correspondent au bureau de poste distributeur.

La liste complète des codes est disponible sur le site web de la poste ; en 2014, il y avait au total 19 101 codes PIN correspondant à 154 725 bureaux de poste (non compris la poste aux armées),.